# Jeziorany
Jeziorany [jɛʑɔˈranɨ] (deutsch Seeburg in Ostpreußen, polnisch früher auch Zybork) ist eine Kleinstadt im Powiat Olsztyński (Kreis Allenstein) in der polnischen Woiwodschaft Ermland-Masuren. Die Stadt ist Sitz der gleichnamigen Stadt-und-Land-Gemeinde.

## Geographische Lage
Die vom kleinen Fluss Symsarna (Simser) durchflossene, landwirtschaftlich geprägte Kleinstadt liegt im historischen Ermland am Nordostrand der Allensteiner Seenplatte, die ihrerseits zum masurischen Seengebiet gehört, etwa 33 Kilometer nordöstlich von Olsztyn (Allenstein) und 80 Kilometer südöstlich von Kaliningrad (Königsberg).
Landwirtschaftliche Flächen in unmittelbarer Nähe gehen in eine hügelige Wald- und Seenlandschaft über. Allein im Umkreis von fünf Kilometern liegen drei kleinere Seen, nur wenig weiter östlich erstreckt sich der 6,92 km² große See Ławki (Lauternsee). Fünf Kilometer südwestlich erhebt sich mit 179 Metern der Heidenberg.

## Geschichte

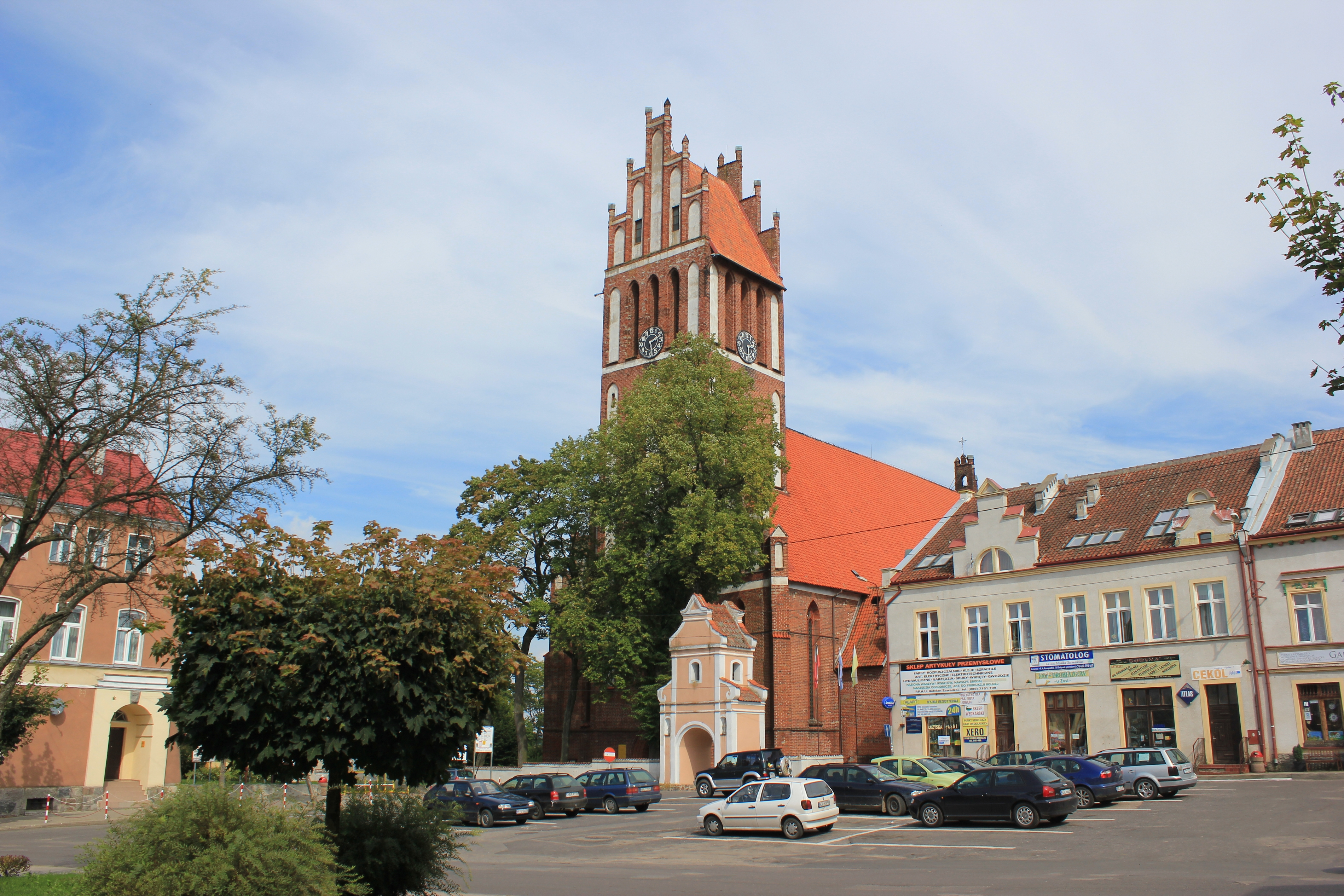
Platz der nationalen Einheit (Plac Jedności Narodowej) mit Kirche St. Bartholomäus

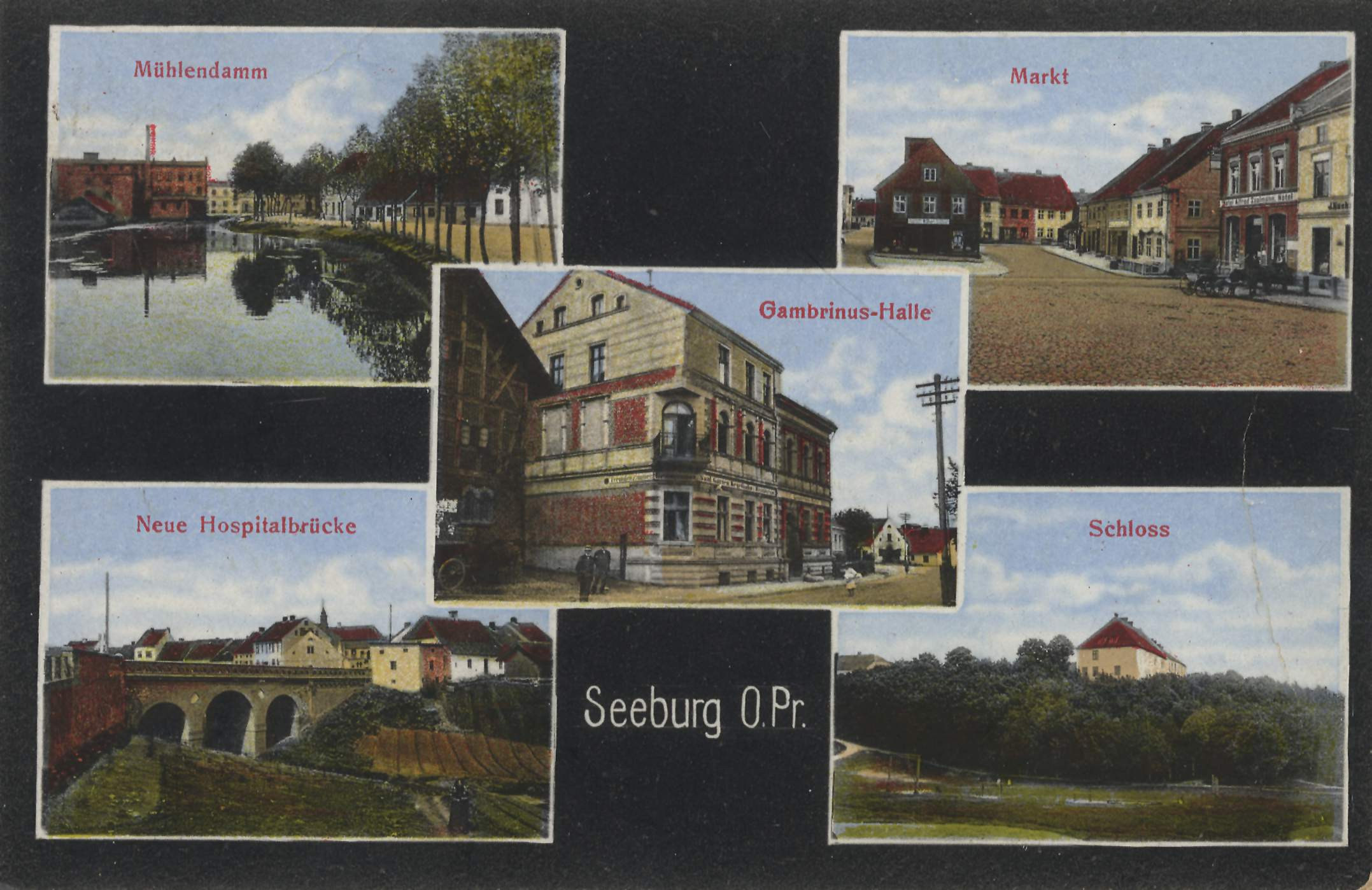
Jeziorany um 1900

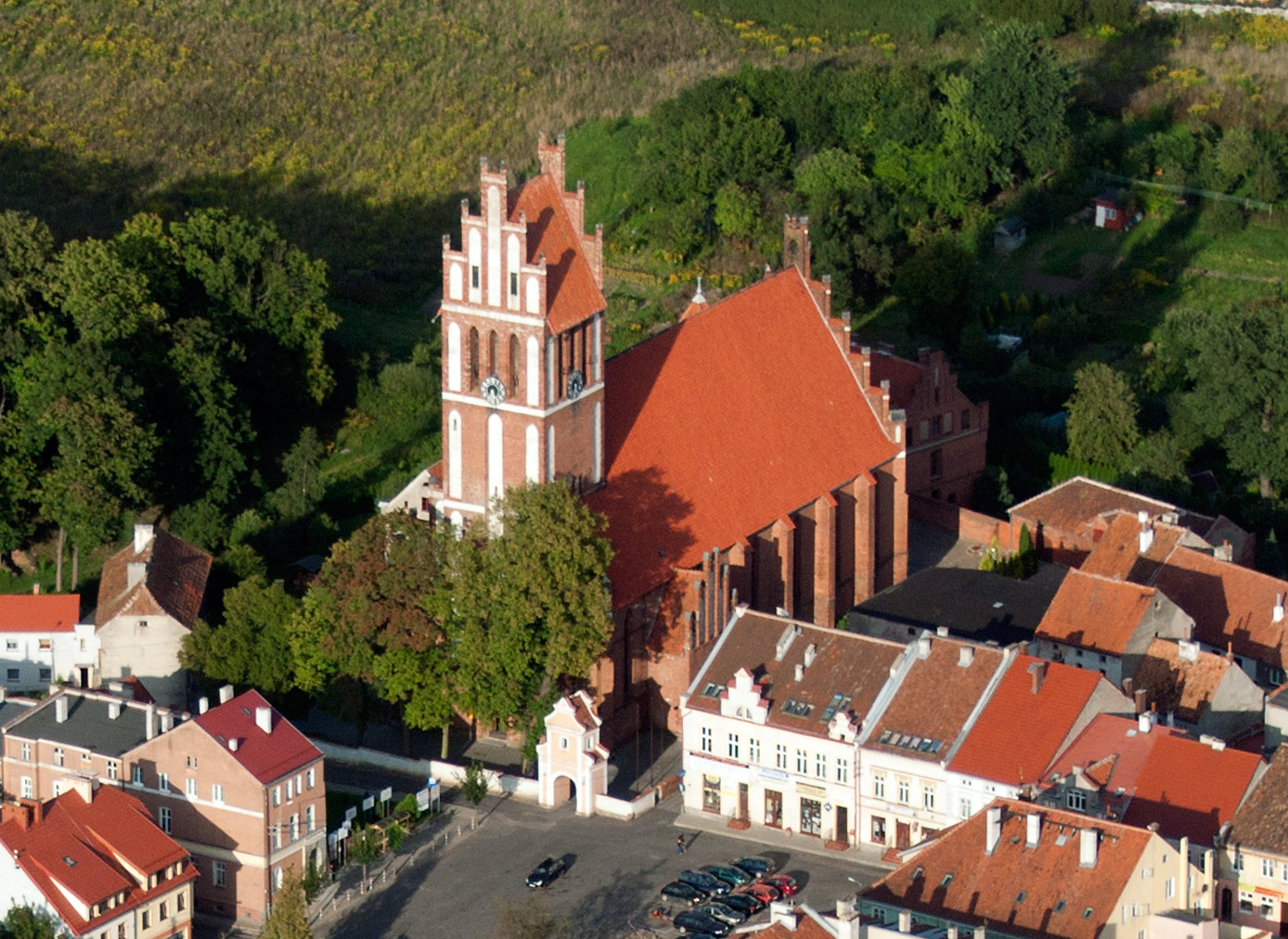
Kirche St. Bartholomäus aus der Vogelperspektive

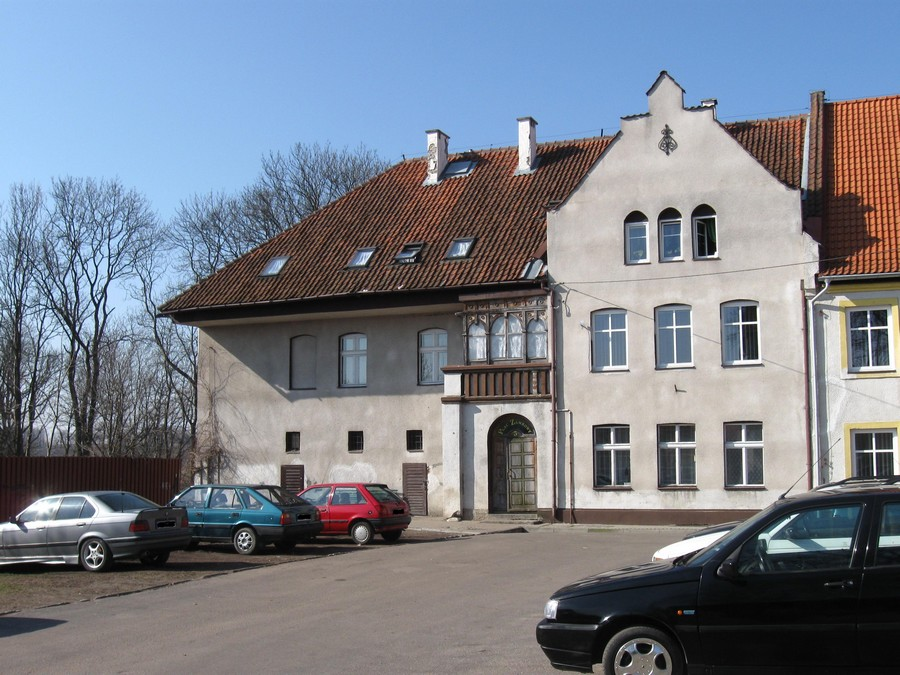
Erhaltener Gebäudeteil des Schlosses

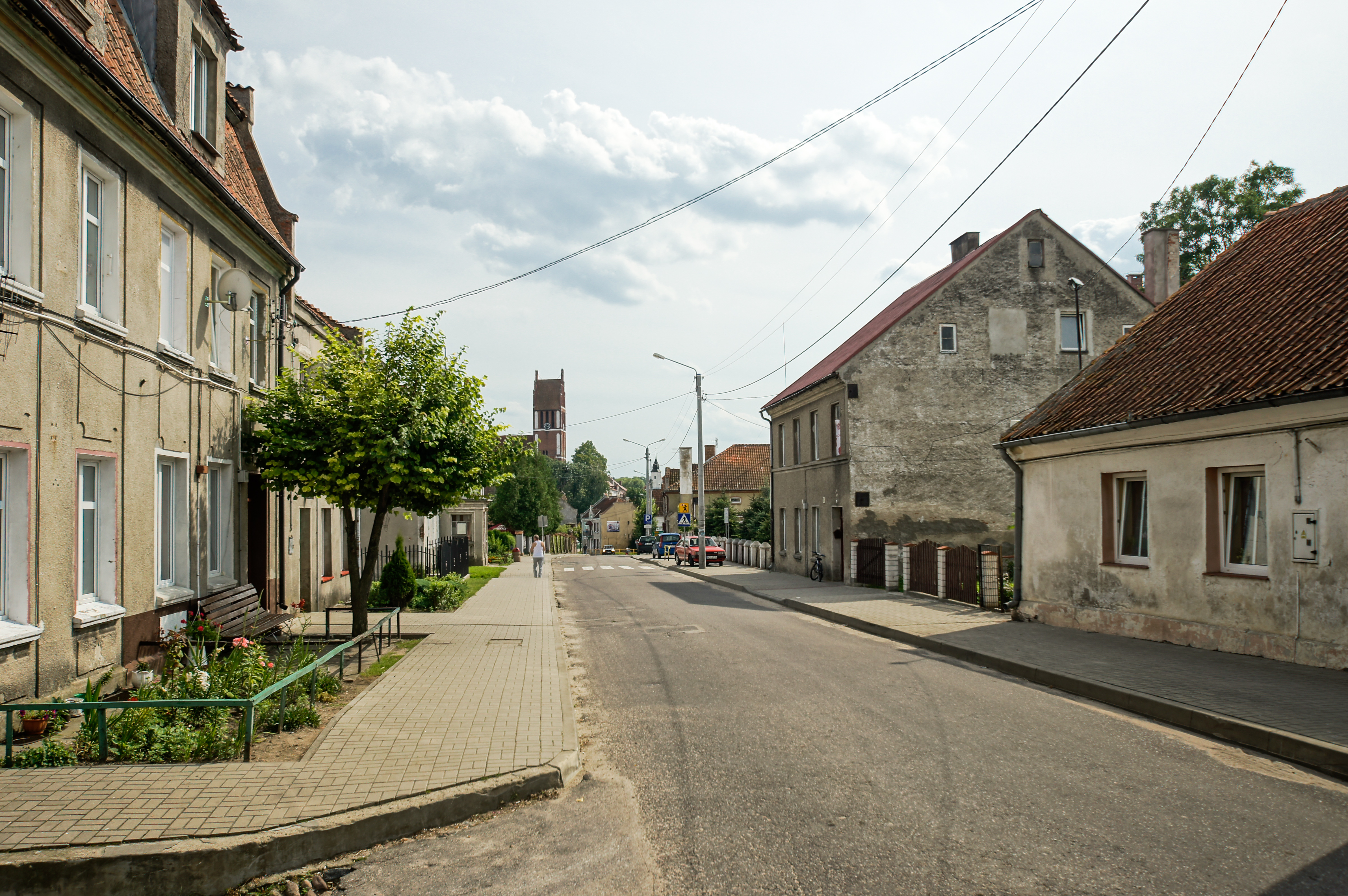
Blick nach Süden durch die Ulica Mickiewicza

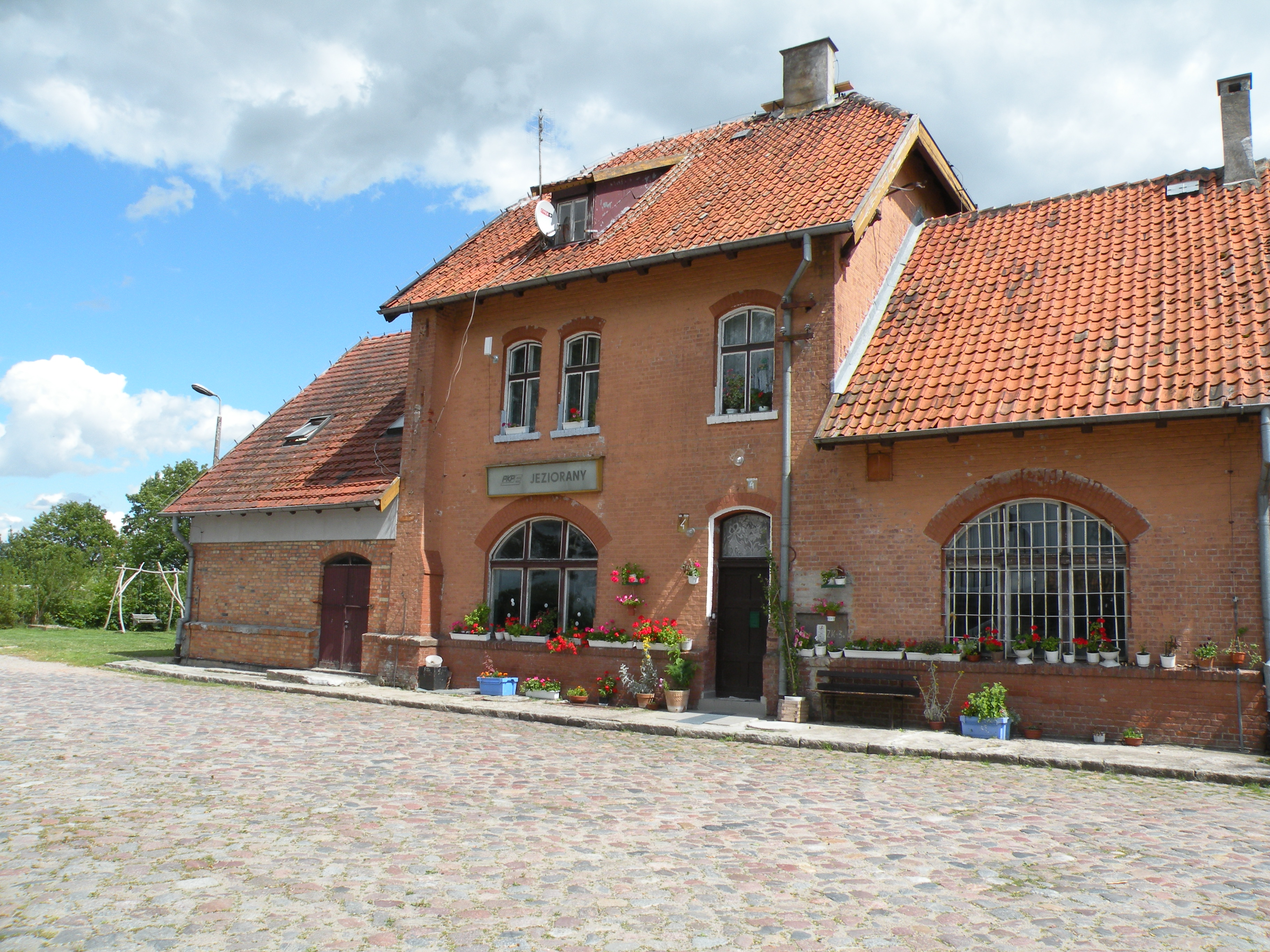
Ehemaliges Bahnhofsgebäude. Einst verband eine Nebenstrecke Seeburg mit Heilsberg und Rothfließ.

Nachdem die ermländischen Bischöfe in der zweiten Hälfte des 13. Jahrhunderts begonnen hatten, den als Wildnis beschriebenen Südosten des Bistums zu besiedeln, errichteten sie unter anderem auf einer kleinen Anhöhe am Ufer des Simserflusses eine Burg zum Schutz und als Zufluchtsstätte für die dort ansässigen Siedler. Diese waren immer wieder Angriffen litauischer Eindringlinge ausgesetzt. Im Schutze der Burg entwickelte sich unter Leitung des Lokators Heinrich Wendepfaffe bald eine aufstrebende Siedlung, der bereits am 5. Februar 1338 nach Kulmer Recht unter dem Namen Seeburg das Stadtrecht durch den Bistumsverweser Nikolaus und den Landvogt Heinrich von Luther verliehen wurde. Über die Entstehung des Ortsnamens gibt es verschiedene Versionen, die entweder auf die seenreiche Gegend oder auf die Herkunft vieler Siedler aus dem mitteldeutschen Seeburg verweisen. Der ermländischen Bischof Hermann von Prag stiftete 1345 den Bau einer Kirche in Seeburg, der etwa zwischen 1360 und 1390 ausgeführt wurde. Es entstand eine dreischiffige Hallenkirche auf einem massiven Feldsteinsockel, die dem Heiligen Bartholomäus geweiht wurde. Um 1370 wurde die Stadt mit einer Wehrmauer aus Feldsteinen versehen.
In den Jahren von 1350 bis 1400 wurde die Burg auf Veranlassung der Bischöfe Johann I. von Meißen, Johann II. Stryprock und Heinrich III. Sorbom zu einer der stärksten Burgen des Ermlandes ausgebaut. Die Burg diente bis zum 16. Jahrhundert den Landvögten als Sitz, die zugleich auch Oberbefehlshaber der ermländischen Truppen waren. Wegen ihrer militärischen Bedeutung wurde die Burg mit einem Zeughaus versehen und mit Geschützen bestückt. Ihr mehr als 30 Meter hohe Bergfried war der höchste Turm des Bistums, wurde der Burg aber am 7. Juli 1783 zum Verhängnis, als ein Blitz einschlug, der die gesamte Burg in Flammen aufgehen ließ. Der Brand griff auch auf die Stadt über, die dadurch ebenfalls zu großen Teilen zerstört wurde. Die Burg wurde nicht wieder aufgebaut, ihre Steine wurden für den Wiederaufbau der Stadt verwendet. Auf den Fundamenten des Westflügels der Burg errichtete die Stadt 1790 ein neues Rathaus, nachdem das früher auf dem Markt gestandene alte Rathaus schon in der ersten Hälfte des 17. Jahrhunderts abgebrannt war und bisher aus Geldmangel nicht wieder aufgebaut werden konnte.
Nach dem dreizehnjährigen Städtekrieg kam das Fürstbistum Ermland, das Teil des Deutschordensstaats gewesen war, und damit auch Seeburg an das autonome Preußen Königlichen Anteils, das sich freiwillig der Oberhoheit der polnischen Krone unterstellt hatte. Anlässlich der Errichtung der Union von Lublin auf dem Lubliner Sejm kündigte König Sigismund II. August am 16. März 1569 die Autonomie Preußen Königlichen Anteils unter Androhung herber Strafen einseitig auf, weshalb die Oberhoheit des polnischen Königs in diesem Teil des ehemaligen Gebiets des Deutschen Ordens von 1569 bis 1772 als Fremdherrschaft empfunden wurde.
Während der Periode der Souveränität des Bistums Ermland war Seeburg zur Verwaltung seiner Region Sitz eines Kammeramtes. Im Rahmen der ersten polnischen Teilung 1772 kam Seeburg zu Preußen; die Kammerämter wurden 1818 durch größere Kreise ersetzt, Seeburg verlor seinen Status als Verwaltungszentrale und wurde dem Kreis Rößel zugeordnet. Zu dieser Zeit war Seeburg mit etwa 3.000 Einwohnern die kleinste Stadt des Ermlandes. Wegen der überwiegend katholischen Ausrichtung des Ermlandes war die kleine evangelische Gemeinde erst 1887 in der Lage, ein eigenes Gotteshaus, die Hedwigskirche, zu errichten. Da erst nach 1899 der Anschluss an die Bahnlinie Heilsberg – Rothfließ erfolgte, ging der Aufschwung der Industrialisierung des 19. Jahrhunderts an Seeburg vorbei, und die Stadt verharrte im Zustand einer Ackerbürgerstadt, in der 1910 2.965 Menschen lebten. Am Anfang des 20. Jahrhunderts hatte Seeburg eine evangelische Kirche, zwei katholische Kirchen, eine Synagoge, ein altes Schloss, ein Amtsgericht, drei Sägemühlen und eine Ziegelei.
Nach dem Ende des Ersten Weltkrieges gehörte Seeburg zu den Gebieten, für die der Versailler Vertrag eine Volksabstimmung über Zugehörigkeit zu Ostpreußen oder Polen bestimmt hatte. 2380 Seeburger Einwohner stimmten 1920 für einen Verbleib bei Ostpreußen, Polen erhielt keine Stimme. 1939 hatte sich die Zahl der Einwohner nur gering auf 3036 erhöht.
Gegen Ende des Zweiten Weltkriegs wurde Seeburg im Januar 1945 von der Roten Armee besetzt. Dabei wurde die Stadt zur Hälfte zerstört. Im Sommer 1945 wurde Seeburg von der sowjetischen Besatzungsmacht gemäß dem Potsdamer Abkommen unter polnische Verwaltung gestellt. Die Polen führten für Seeburg die Ortsbezeichnung Jeziorany ein. Soweit die deutschen Einheimischen nicht geflohen waren, wurden sie in der Folgezeit größtenteils aus Seeburg vertrieben.

## Bevölkerungsentwicklung bis 1945
| Jahr | Einwohner | Anmerkungen                                                                  |
| ---- | --------- | ---------------------------------------------------------------------------- |
| 1782 | 1534      | einschließlich der Vorstädte, bei insgesamt 228 Feuerstellen (Haushaltungen) |
| 1802 | 1453      | [ 7 ]                                                                        |
| 1810 | 1134      | [ 7 ]                                                                        |
| 1816 | 1519      | davon 119 Evangelische, 1333 Katholiken und 67 Juden                         |
| 1821 | 1465      | [ 7 ]                                                                        |
| 1831 | 1900      | [ 8 ]                                                                        |
| 1852 | 2389      | [ 9 ]                                                                        |
| 1858 | 2422      | davon 153 Evangelische, 2206 Katholiken und 63 Juden                         |
| 1864 | 2972      | am 3. Dezember                                                               |
| 1871 | 2916      | darunter 160 Evangelische und 70 Juden                                       |
| 1875 | 2926      | [ 13 ]                                                                       |
| 1880 | 2960      | [ 13 ]                                                                       |
| 1905 | 2955      | meist Katholiken                                                             |
| 1910 | 2965      | [ 14 ]                                                                       |
| 1933 | 3069      | [ 13 ]                                                                       |
| 1939 | 3036      | [ 13 ]                                                                       |

## Gmina Jeziorany
Heute ist die Stadt, die nach Übernahme durch die polnische Verwaltung die aus dem deutschen übersetzte Ortsbezeichnung Jeziorany (jezioro = See) erhalten hat, Zentrum der gleichnamigen Stadt-und-Land-Gemeinde, die etwa doppelt so viel Einwohner wie die Stadt hat.

## Kirche

### Römisch-katholisch

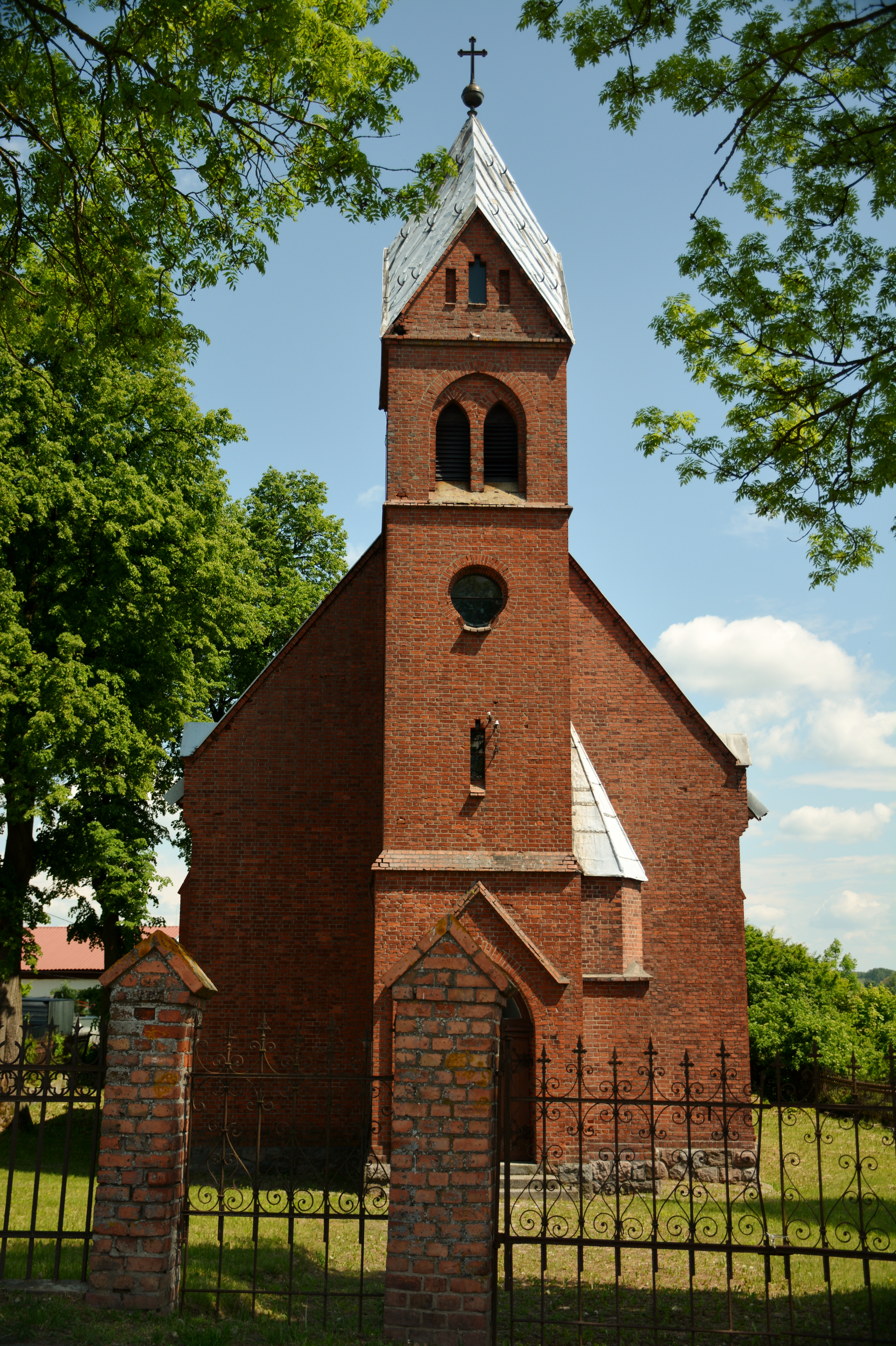
Die einstige evangelische Pfarrkirche, heute römisch-katholische St. Hedwigskirche

In Jeziorany gibt es zwei römisch-katholische Kirchen: die Pfarrkirche St. Bartholomäus aus dem 14. Jahrhundert und die Filialkirche St. Hedwig aus dem 19. Jahrhundert. Sie gehören zum Dekanat Barczewo (Wartenburg) im Erzbistum Ermland.

### Evangelisch
Heute gibt es in Jeziorany keine evangelische Kirche mehr. Bis 1945 war die heute katholische St.-Hedwigs-Kirche die evangelische Pfarrkirche für das Kirchspiel Seeburg, damals dem Superintendenturbezirk Allenstein des Kirchenkreises Ermland in der Kirchenprovinz Ostpreußen der Kirche der Altpreußischen Union zugehörig. Die heute in Jeziorany lebenden evangelischen Einwohner sind der Christus-Erlöser-Kirche Olsztyn (Allenstein) in der Diözese Masuren der Evangelisch-Augsburgischen Kirche in Polen zugeordnet.

## Verkehr
In der Stadt treffen mehrere Woiwodschaftsstraßen zusammen, die sie mit den Nachbarstädten Dobre Miasto (DW 593, Guttstadt), Barczewo (DW 595, Wartenburg) und Reszel (DW 593, Rößel) verbinden.
Die Stadt liegt an der ehemaligen Eisenbahnstrecke (Königsberg (Pr.)–) Zinten–Rothfließ (–Niedersee–Johannisburg).

## Persönlichkeiten
- Johannes Leo (1572–1635), Kanoniker am Guttstädter Kollegiatstift und Verfasser der „Historia Prussiae“
- Joseph Ambrosius Geritz (1783–1867), römisch-katholischer Bischof von Ermland von 1841 bis 1867
- Eduard Anton Lossau, von 1869 bis 1888 der dienstälteste Bürgermeister der Stadt Seeburg
- Hermann Skolaster (1877–1968), Pallottinermönch und Schriftsteller
- Paul Huhn (1906–1945), römisch-katholischer Geistlicher und Märtyrer
- Karl Kunkel (1913–2012), römisch-katholischer Pfarrer im Widerstand
- Wolfgang Tarnowski (1931–2018), Arzt, Politiker und Autor
- Armin Klein (* 1939), Politiker und Abgeordneter des Hessischen Landtags
- Aleksander Szczygło (1963–2010), ehem. Verteidigungsminister Polens